# Atanas Atanasow (zapaśnik)
Atanas Gospodinow Atanasow (bg. Атанас Господинов Атанасов; ur. 4 lutego 1963 w Starej rece) – bułgarski zapaśnik walczący w stylu wolnym. Olimpijczyk z Seulu 1988, gdzie zajął piąte miejsce w kategorii 130 kg.
Trzykrotny uczestnik mistrzostw świata, czwarty w 1986. Zdobył trzy medale na mistrzostwach Europy, w tym srebrny w 1985 i 1988 roku.
- Turniej w Seulu 1988

Pokonał Dennisa Atiyeha z Syrii, a przegrał z Laszlo Klauzem z Węgier i Dawitem Gobedżiszwilim z ZSRR. W pojedynku o piąte miejsce wygrał z Danielem Paynem z Kanady.